# Az NDK az 1976. évi téli olimpiai játékokon
Az NDK az ausztriai Innsbruckban megrendezett 1976. évi téli olimpiai játékok egyik részt vevő nemzete volt. Az országot az olimpián 8 sportágban 59 sportoló képviselte, akik összesen 19 érmet szereztek.

## Érmesek
| Érem  | Versenyző                                                                 | Sportág          | Versenyszám            |
| ----- | ------------------------------------------------------------------------- | ---------------- | ---------------------- |
| Arany | Meinhard Nehmer Bernhard Germeshausen                                     | Bob              | Férfi kettes           |
| Arany | Meinhard Nehmer Jochen Babock Bernhard Germeshausen Bernhard Lehmann      | Bob              | Férfi négyes           |
| Arany | Ulrich Wehling                                                            | Északi összetett | Egyéni                 |
| Arany | Hans-Georg Aschenbach                                                     | Síugrás          | Normálsánc             |
| Arany | Dettlef Günther                                                           | Szánkó           | Férfi egyes            |
| Arany | Margit Schumann                                                           | Szánkó           | Női egyes              |
| Arany | Hans Rinn Norbert Hahn                                                    | Szánkó           | Kettes                 |
| Ezüst | Andrea Mitscherlich                                                       | Gyorskorcsolya   | Női 3000 m             |
| Ezüst | Romy Kermer Rolf Österreich                                               | Műkorcsolya      | Páros                  |
| Ezüst | Gert-Dietmar Klause                                                       | Sífutás          | Férfi 50 km            |
| Ezüst | Jochen Danneberg                                                          | Síugrás          | Normálsánc             |
| Ezüst | Ute Rührold                                                               | Szánkó           | Női egyes              |
| Bronz | Karl-Heinz Menz Frank Ullrich Manfred Beer Manfred Geyer                  | Biatlon          | Férfi 4 × 7,5 km váltó |
| Bronz | Konrad Winkler                                                            | Északi összetett | Egyéni                 |
| Bronz | Christine Errath                                                          | Műkorcsolya      | Női egyéni             |
| Bronz | Manuela Groß Uwe Kagelmann                                                | Műkorcsolya      | Páros                  |
| Bronz | Monika Debertshäuser Sigrun Krause Barbara Petzold Veronika Hesse-Schmidt | Sífutás          | Női 4 × 5 km váltó     |
| Bronz | Henry Glaß                                                                | Síugrás          | Nagysánc               |
| Bronz | Hans Rinn                                                                 | Szánkó           | Férfi egyes            |

## Biatlon

### 20 km egyéni indításos
A célpont egy külső és egy belső körből állt. A külső körön kívüli találat 2 perc, a külső kör találata 1 perc büntetőidőt jelentett.
| Versenyző       | Eredmény   | Helyezés | Büntetőperc | Végső eredmény | Helyezés |
| --------------- | ---------- | -------- | ----------- | -------------- | -------- |
| Manfred Geyer   | 1:13:11,37 | 4.       | 6           | 1:19:11,37     | 12.      |
| Karl-Heinz Wolf | 1:15:06,89 | 11.      | 5           | 1:20:06,89     | 15.      |
| Manfred Beer    | 1:18:42,50 | 39.      | 5           | 1:23:42,50     | 27.      |

### 4 × 7,5 km váltó
A lövéseket követően a lövőhibák számának megfelelő mennyiségű 200 m-es büntetőkört kellett teljesíteni a versenyzőknek.
| Versenyző                                                | Eredmény   | Lövőhiba | Helyezés |
| -------------------------------------------------------- | ---------- | -------- | -------- |
| Karl-Heinz Menz Frank Ullrich Manfred Beer Manfred Geyer | 2:04:08,61 | 5        |          |

## Bob
| Versenyző                                                            | Versenyszám | 1. futam | 1. futam | 2. futam | 2. futam | 3. futam | 3. futam | 4. futam | 4. futam | Összesítés | Összesítés |
| Versenyző                                                            | Versenyszám | Idő      | Hely.    | Idő      | Hely.    | Idő      | Hely.    | Idő      | Hely.    | Idő        | Helyezés   |
| -------------------------------------------------------------------- | ----------- | -------- | -------- | -------- | -------- | -------- | -------- | -------- | -------- | ---------- | ---------- |
| Meinhard Nehmer Bernhard Germeshausen                                | Kettes      | 56,24    | 3.       | 56,04    | 1.       | 55,87    | 1.       | 56,27    | 1.       | 3:44,42    |            |
| Horst Schönau Raimund Bethge                                         | Kettes      | 56,89    | 8.       | 56,79    | 8.       | 56,74    | 7.       | 56,55    | 4.       | 3:46,97    | 7.         |
| Meinhard Nehmer Jochen Babock Bernhard Germeshausen Bernhard Lehmann | Négyes      | 54,43    | 1.       | 54,64    | 1.       | 55,51    | 2.       | 55,85    | 2.       | 3:40,43    |            |
| Horst Schönau Horst Bernhardt Harald Seifert Raimund Bethge          | Négyes      | 55,11    | 6.       | 55,12    | 5.       | 55,63    | 4.       | 56,58    | 4.       | 3:42,44    | 4.         |

## Északi összetett
A három ugrás közül a két legjobb pontszámát adták össze. A sífutás végén 1 perces időkülönbség 9 pontnak felelt meg.
| Versenyző         | Normálsánc | Normálsánc | Normálsánc | Normálsánc | Normálsánc | Normálsánc | Normálsánc | Normálsánc | 15 km sífutás | 15 km sífutás | 15 km sífutás | Összesítés | Összesítés |
| Versenyző         | 1. ugrás   | 1. ugrás   | 2. ugrás   | 2. ugrás   | 3. ugrás   | 3. ugrás   | Össz.      | Össz.      | 15 km sífutás | 15 km sífutás | 15 km sífutás | Összesítés | Összesítés |
| Versenyző         | Pont       | Hely.      | Pont       | Hely.      | Pont       | Hely.      | Pont       | Hely.      | Idő           | Pont          | Hely.         | Pont       | Helyezés   |
| ----------------- | ---------- | ---------- | ---------- | ---------- | ---------- | ---------- | ---------- | ---------- | ------------- | ------------- | ------------- | ---------- | ---------- |
| Ulrich Wehling    | 112,0      | 1.         | 112,5      | 1.         | 113,0      | 1.         | 225,5      | 1.         | 50:28,95      | 197,89        | 13.           | 423,39     |            |
| Konrad Winkler    | 107,0      | 3.         | 105,9      | 4.         | 106,9      | 3.         | 213,9      | 4.         | 49:51,11      | 203,57        | 7.            | 417,47     |            |
| Claus Tuchscherer | 103,2      | 4.         | 109,1      | 3.         | 109,6      | 2.         | 218,7      | 3.         | 51:16,12      | 190,81        | 20.           | 409,51     | 5.         |
| Günther Deckert   | 74,0       | 31.        | 95,1       | 14.        | 99,1       | 13.        | 194,2      | 18.        | 49:51,00      | 203,58        | 6.            | 397,78     | 13.        |

## Gyorskorcsolya
Férfi
| Versenyző        | Versenyszám | Eredmény | Helyezés |
| ---------------- | ----------- | -------- | -------- |
| Harald Oehme     | 500 m       | 41,54    | 24.      |
| Harald Oehme     | 1000 m      | 1:23,88  | 20.      |
| Manfred Winter   | 5000 m      | 7:58,28  | 18.      |
| Klaus Wunderlich | 1000 m      | 1:21,67  | 10.      |
| Klaus Wunderlich | 1500 m      | 2:03,41  | 9.       |
| Klaus Wunderlich | 5000 m      | 7:33,82  | 5.       |

Női
| Versenyző           | Versenyszám | Eredmény | Helyezés |
| ------------------- | ----------- | -------- | -------- |
| Ines Bautzmann      | 500 m       | 44,87    | 15.      |
| Ines Bautzmann      | 1500 m      | 2:19,63  | 7.       |
| Ines Bautzmann      | 3000 m      | 4:46,67  | 5.       |
| Ute Dix             | 500 m       | 45,60    | 20.      |
| Ute Dix             | 1000 m      | 1:34,14  | 21.      |
| Andrea Mitscherlich | 1500 m      | 2:20,05  | 10.      |
| Andrea Mitscherlich | 3000 m      | 4:45,23  |          |
| Karin Kessow        | 1500 m      | 2:19,05  | 5.       |
| Karin Kessow        | 3000 m      | 4:45,60  | 4.       |
| Heike Lange         | 500 m       | 44,21    | 10.      |
| Heike Lange         | 1000 m      | 1:30,55  | 8.       |
| Monika Zernicek     | 1000 m      | 1:31,68  | 12.      |

## Műkorcsolya
| Versenyző                   | Versenyszám  | Kötelező elemek   | Kötelező elemek | Rövid program     | Rövid program | Kűr               | Kűr   | Összesítés                     | Összesítés                     | Összesítés                     | Összesítés                     | Összesítés                     | Összesítés                     | Összesítés                     | Összesítés                     | Összesítés                     | Összesítés        | Összesítés        | Összesítés  | Összesítés | Összesítés |
| Versenyző                   | Versenyszám  | Kötelező elemek   | Kötelező elemek | Rövid program     | Rövid program | Kűr               | Kűr   | Helyezési pontszámok bírónként | Helyezési pontszámok bírónként | Helyezési pontszámok bírónként | Helyezési pontszámok bírónként | Helyezési pontszámok bírónként | Helyezési pontszámok bírónként | Helyezési pontszámok bírónként | Helyezési pontszámok bírónként | Helyezési pontszámok bírónként | Több. hely. száma | Több. hely. össz. | Hely. össz. | Pont       | Helyezés   |
| Versenyző                   | Versenyszám  | Több. hely. száma | Hely.           | Több. hely. száma | Hely.         | Több. hely. száma | Hely. | 1                              | 2                              | 3                              | 4                              | 5                              | 6                              | 7                              | 8                              | 9                              | Több. hely. száma | Több. hely. össz. | Hely. össz. | Pont       | Helyezés   |
| --------------------------- | ------------ | ----------------- | --------------- | ----------------- | ------------- | ----------------- | ----- | ------------------------------ | ------------------------------ | ------------------------------ | ------------------------------ | ------------------------------ | ------------------------------ | ------------------------------ | ------------------------------ | ------------------------------ | ----------------- | ----------------- | ----------- | ---------- | ---------- |
| Jan Hoffmann                | Férfi egyéni | 5×3+              | 4.              | 5×8+              | 9.            | 6×5+              | 5.    | 3,0                            | 5,0                            | 5,0                            | 3,0                            | 3,0                            | 3,0                            | 4,0                            | 6,0                            | 2,0                            | 5×3+              | 14,0              | 34,0        | 187,34     | 4.         |
| Christine Errath            | Női egyéni   | 5×4+              | 5.              | 7×3+              | 2.            | 5×3+              | 3.    | 3,0                            | 3,0                            | 2,0                            | 3,0                            | 3,0                            | 4,0                            | 4,0                            | 3,0                            | 3,0                            | 7×3+              | 20,0              | 28,0        | 188,16     |            |
| Anett Pötzsch               | Női egyéni   | 5×4+              | 4.              | 6×4+              | 3.            | 5×5+              | 4.    | 4,0                            | 4,0                            | 4,0                            | 4,0                            | 4,0                            | 2,0                            | 3,0                            | 4,0                            | 4,0                            | 9×4+              | 33,0              | 33,0        | 187,42     | 4.         |
| Marion Weber                | Női egyéni   | 7×12+             | 12.             | 6×10+             | 9.            | 7×11+             | 10.   | 12,0                           | 12,0                           | 11,0                           | 11,0                           | 7,0                            | 12,0                           | 12,0                           | 11,0                           | 11,0                           | 5×11+             | 51,0              | 99,0        | 175,82     | 11.        |
| Romy Kermer Rolf Österreich | Páros        |                   |                 | 7×2+              | 2.            | 5×2+              | 2.    | 2,0                            | 2,0                            | 2,0                            | 3,0                            | 2,0                            | 3,0                            | 2,0                            | 3,0                            | 2,0                            | 6×2+              | 12,0              | 21,0        | 136,35     |            |
| Manuela Groß Uwe Kagelmann  | Páros        |                   |                 | 5×4+              | 4.            | 7×4+              | 3.    | 5,0                            | 4,0                            | 3,0                            | 5,0                            | 3,0                            | 4,0                            | 3,0                            | 4,0                            | 3,0                            | 7×4+              | 24,0              | 34,0        | 134,57     |            |
| Kerstin Stolfig Veit Kempe  | Páros        |                   |                 | 5×7+              | 7.            | 5×6+              | 6.    | 8,0                            | 6,0                            | 6,0                            | 7,0                            | 7,0                            | 7,0                            | 6,0                            | 6,0                            | 6,0                            | 5×6+              | 30,0              | 59,0        | 129,57     | 6.         |

## Sífutás
Férfi
| Versenyző                                                   | Versenyszám     | Eredmény      | Helyezés      |
| ----------------------------------------------------------- | --------------- | ------------- | ------------- |
| Gerhard Grimmer                                             | 15 km           | 48:45,04      | 49.           |
| Gerhard Grimmer                                             | 30 km           | 1:34:52,15    | 16.           |
| Gerhard Grimmer                                             | 50 km           | 2:41:15,46    | 5.            |
| Gerd Heßler                                                 | 15 km           | 47:08,77      | 28.           |
| Gerd Heßler                                                 | 50 km           | 2:47:34,90    | 28.           |
| Gert-Dietmar Klause                                         | 15 km           | 45:42,97      | 9.            |
| Gert-Dietmar Klause                                         | 30 km           | 1:32:00,91    | 6.            |
| Gert-Dietmar Klause                                         | 50 km           | 2:38:13,21    |               |
| Axel Lesser                                                 | 30 km           | 1:34:53,14    | 17.           |
| Dieter Meinel                                               | 30 km           | 1:36:37,35    | 33.           |
| Dieter Meinel                                               | 50 km           | 2:49:52,42    | 33.           |
| Jürgen Wolf                                                 | 15 km           | 47:04,49      | 25.           |
| Gerd Heßler Axel Lesser Gerhard Grimmer Gert-Dietmar Klause | 4 × 10 km váltó | nem ért célba | nem ért célba |

Női
| Versenyző                                                                 | Versenyszám    | Eredmény   | Helyezés |
| ------------------------------------------------------------------------- | -------------- | ---------- | -------- |
| Monika Debertshäuser                                                      | 5 km           | 16:34,94   | 7.       |
| Monika Debertshäuser                                                      | 10 km          | 31:50,06   | 14.      |
| Veronika Hesse-Schmidt                                                    | 5 km           | 16:42,86   | 12.      |
| Veronika Hesse-Schmidt                                                    | 10 km          | 31:12,33   | 8.       |
| Sigrun Krause                                                             | 5 km           | 16:55,54   | 16.      |
| Sigrun Krause                                                             | 10 km          | 31:39,76   | 12.      |
| Barbara Petzold                                                           | 5 km           | 16:42,44   | 11.      |
| Barbara Petzold                                                           | 10 km          | 31:12,20   | 7.       |
| Monika Debertshäuser Sigrun Krause Barbara Petzold Veronika Hesse-Schmidt | 4 × 5 km váltó | 1:09:57,95 |          |

## Síugrás
Férfi
| Versenyző             | Versenyszám | 1. ugrás | 1. ugrás | 2. ugrás | 2. ugrás | Összesítés | Összesítés |
| Versenyző             | Versenyszám | Pont     | Hely.    | Pont     | Hely.    | Pont       | Helyezés   |
| --------------------- | ----------- | -------- | -------- | -------- | -------- | ---------- | ---------- |
| Hans-Georg Aschenbach | Normálsánc  | 128,0    | 1.       | 124,0    | 1.       | 252,0      |            |
| Hans-Georg Aschenbach | Nagysánc    | 109,5    | 6.       | 102,6    | 9.       | 212,1      | 8.         |
| Jochen Danneberg      | Normálsánc  | 124,4    | 2.       | 121,8    | 2.       | 246,2      |            |
| Jochen Danneberg      | Nagysánc    | 118,8    | 2.       | 102,8    | 8.       | 221,6      | 4.         |
| Bernd Eckstein        | Normálsánc  | 118,6    | 6.       | 90,7~    | 50.      | 209,3      | 32.        |
| Bernd Eckstein        | Nagysánc    | 109,6    | 5.       | 106,6    | 5.       | 216,2      | 7.         |
| Henry Glaß            | Normálsánc  | 118,3    | 7.       | 85,5~    | 53.      | 203,8      | 44.        |
| Henry Glaß            | Nagysánc    | 104,4    | 10.      | 117,3    | 1.*      | 221,7      |            |

* - egy másik versenyzővel azonos eredményt ért el

~ - az ugrás során elesett

## Szánkó
| Versenyző              | Versenyszám | 1. futam | 1. futam | 2. futam | 2. futam | 3. futam | 3. futam | 4. futam | 4. futam | Összesítés | Összesítés |
| Versenyző              | Versenyszám | Idő      | Hely.    | Idő      | Hely.    | Idő      | Hely.    | Idő      | Hely.    | Idő        | Helyezés   |
| ---------------------- | ----------- | -------- | -------- | -------- | -------- | -------- | -------- | -------- | -------- | ---------- | ---------- |
| Dettlef Günther        | Férfi egyes | 52,381   | 1.       | 52,107   | 4.       | 51,418   | 1.       | 51,782   | 1.       | 3:27,688   |            |
| Hans Rinn              | Férfi egyes | 52,916   | 6.       | 51,968   | 2.       | 51,690   | 2.       | 52,000   | 3.       | 3:28,574   |            |
| Hans-Heinrich Winckler | Férfi egyes | 52,848   | 5.       | 52,328   | 6.       | 52,069   | 4.       | 52,209   | 4.       | 3:29,454   | 4.         |
| Margit Schumann        | Női egyes   | 42,854   | 1.       | 42,830   | 7.       | 42,285   | 1.       | 42,652   | 1.       | 2:50,621   |            |
| Ute Rührold            | Női egyes   | 42,926   | 3.       | 42,708   | 3.       | 42,439   | 3.       | 42,773   | 2.       | 2:50,846   |            |
| Eva-Maria Wernicke     | Női egyes   | 43,007   | 5.       | 42,646   | 2.       | 42,711   | 7.       | 42,898   | 4.       | 2:51,262   | 4.         |
| Hans Rinn Norbert Hahn | Kettes      | 42,773   | 1.       | 42,831   | 1.       |          |          |          |          | 1:25,604   |            |
| Bernd Hahn Ulli Hahn   | Kettes      | 43,291   | 6.       | 46,556   | 24.      |          |          |          |          | 1:29,847   | 16.        |